# One Man's Journey
Pour plus de détails, voir Fiche technique et Distribution.
One Man's Journey est un film américain réalisé par John S. Robertson et sorti en 1933.

## Synopsis
Le docteur Eli Watt, un médecin de campagne, revient dans son village natal dans l'amérique profonde du début du XXe siècle. Une jeune femme célibataire et enceinte vient frapper à sa porte.

## Fiche technique
- Réalisation : John S. Robertson
- Scénario : Lester Cohen  et Samuel Ornitz, d'après la nouvelle The Failure de Katharine Havilland-Taylor.
- Directeur de l a photographie : Jack MacKenzie
- Distribution : RKO Radio Pictures
- Montage : Arthur Roberts
- Genre : Drame
- Durée : 72 minutes
- Date de sortie :
  - États-Unis : 31 août 1933

## Distribution
- Lionel Barrymore : Eli Watt
- May Robson : Sarah
- Dorothy Jordan : Letty McGinnis
- Joel McCrea : Jimmy Watt
- Frances Dee : Joan Stockton
- David Landau : McGinnis
- Buster Phelps : Jimmy Watt enfant
- June Filmer : May Radford
- James Bush : Bill Radford
- Oscar Apfel : John Radford
- Samuel S. Hinds : Dr. Babcock
- Hale Hamilton : Dr. Tillinghast